# Emma Floßmann
Emma Mathilde Floßmann (* 15. August 2001 in Berlin) ist eine deutsche Schauspielerin.

## Leben
Emma Floßmann wurde 2001 in Berlin-Weißensee geboren. Sie begann im Alter von 11 Jahren im Kinder & Jugendtheater MEINE BÜHNE in Berlin mit dem Theaterspiel und begann 2021 ein Studium an der Otto Falckenberg Schule in München. Seit 2017 spielt Floßmann in Film- und Fernsehproduktionen, 2021 übernahm sie eine Hauptrolle in dem Fernsehfilm Sommer auf drei Rädern.

## Filmografie
- 2017: Ohne Euch (Kurzfilm)
- 2018: Nachthall (Kurzfilm)
- 2018: Tatort: Borowski und das Haus der Geister (Fernsehreihe)
- 2021: Der Staatsanwalt  (Fernsehserie, 1 Folge)
- 2020: Sunshine Eyes (Fernsehserie)
- 2021: In aller Freundschaft  (Fernsehserie, 1 Folge)
- 2022: Sommer auf drei Rädern (Fernsehfilm)
- 2023: Was wir fürchten (Fernsehserie, 6 Folgen)
- 2024: Das Quartett: Das Schweigen (Fernsehreihe)